# Refugi Les Pedrisses
El refugi de les Pedrisses és un refugi forestal dins el municipi de Queralbs (Ripollès) a 2.134 m d'altitud i situat sota el vessant sud del pic de Torreneules, uns 50 m. per sobre el "camí dels Enginyers" que va del Santuari de Núria fins a Coma de Vaca.
Propietat de la Direcció General del Medi Natural de la Generalitat de Catalunya, aquesta cabana d'obra té dos departaments, però un amb el sostre desfet. L'altre espai té teulada de lloses, però amb estat també precari. Dins hi ha una llar de foc però no hi ha llenya pels voltants.